# James P. Maher

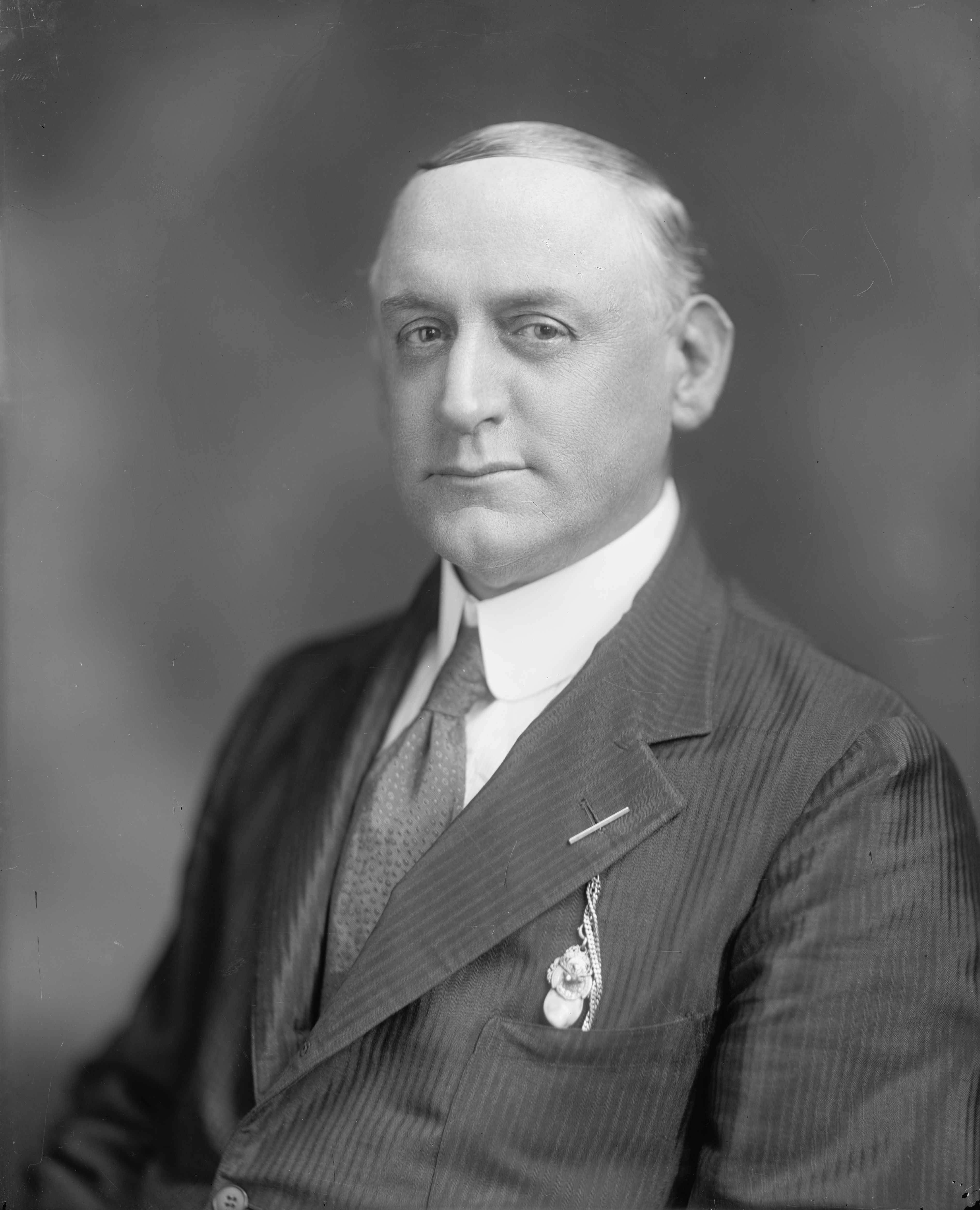
James P. Maher

James Paul Maher (* 3. November 1865 in Brooklyn, New York; † 31. Juli 1946 in Keansburg, New Jersey) war ein US-amerikanischer Politiker. Zwischen 1911 und 1921 vertrat er den Bundesstaat New York im US-Repräsentantenhaus.

## Werdegang
James Maher wurde wenige Monate nach dem Ende des Bürgerkrieges in Brooklyn geboren und graduierte dort an der St. Patrick’s Academy. Er machte eine Lehre als Hutmacher. 1887 zog er nach Danbury (Connecticut), wo er als Hutmachergeselle arbeitete. Er war 1897 Schatzmeister der United Hatters of North America. 1902 kehrte er nach Brooklyn zurück.
Er kandidierte im Jahr 1908 erfolglos für einen Kongresssitz. Politisch gehörte er der Demokratischen Partei an. Bei den Kongresswahlen des Jahres 1910 wurde er im dritten Wahlbezirk von New York in das US-Repräsentantenhaus in Washington, D.C. gewählt, wo er am 4. März 1911 die Nachfolge von Otto G. Foelker antrat. Er kandidierte im Jahr 1912 im fünften Distrikt von New York für einen Kongresssitz. Nach einer erfolgreichen Wahl trat er am 4. März 1913 die Nachfolge von William C. Redfield an. Er wurde zwei Mal in Folge wiedergewählt. Im Jahr 1918 wählte man ihn im siebten Bezirk von New York in das US-Repräsentantenhaus, wo er am 4. März 1919 die Nachfolge von John J. Delaney antrat. Bei seiner sechsten Kandidatur im Jahr 1920 erlitt er allerdings eine Niederlage und schied nach dem 3. März 1921 aus dem Kongress aus. Als Kongressabgeordneter hatte er den Vorsitz über das Committee on Expenditures im Arbeitsministerium (63. bis 65. Kongress).
Danach verfolgte er Immobiliengeschäfte in Brooklyn. Er zog dann nach Keansburg, wo er seine Tätigkeiten fortsetzte. 1926 wurde er zum Bürgermeister von Keansburg gewählt. Er starb dort am 31. Juli 1946 und wurde auf dem St. Joseph’s Cemetery in Keyport beigesetzt.